# M/S Dumle
M/S Dumle var en svensk motorfärja som trafikerade rutten Landskrona – Bäckviken på Ven för  Rederi AB Ventrafiken mellan 1995 och 2013 och därefter skrotades.
Under fartygets 50-åriga tjänst  användes det på flera färjelinjer   i Danmark och Norge tills den blev överflödig på grund av olika brobyggen. Hon seglade under namnet Holmen 1963–1968, Kvarnen 1968–1979 och Drøbaksund I 1979–1994, innan sista tiden från 1994 till 2013 för Ventrafiken, då med namnet Dumle. Ett antal bekymmersamma incidenter under mitten och slutet av 00-talet skapade trafikproblem och stora kostnader för rederiet.
Hon lämnade Landskrona för egen maskin den 10 december 2013 för skrotning i Grenå.